# Episodi di Tutto in famiglia (prima stagione)
- Stati Uniti: ABC, 2001
- Italia: Disney Channel,  2003

| nº | Titolo originale            | Titolo italiano            | Prima TV USA   | Prima TV Italia   |
| -- | --------------------------- | -------------------------- | -------------- | ----------------- |
| 1  | Pilot                       | Un lavoro per Janet        | 28 marzo 2001  | 15 settembre 2003 |
| 2  | The Truth Hurts             | La verità fa male          | 28 marzo 2001  |                   |
| 3  | Grassy Knoll                | Spinelli e tranelli        | 4 aprile 2001  |                   |
| 4  | Of Breasts and Basketball   | Per un canestro in più     | 4 aprile 2001  |                   |
| 5  | Making the Grade            | A in algebra               | 11 aprile 2001 |                   |
| 6  | Working It                  | Numeri e sospiri           | 11 aprile 2001 |                   |
| 7  | Snapping and Sniffing       | Questione di ciccia        | 18 aprile 2001 |                   |
| 8  | He Said, She Said           | Dialogo tra i sordi        | 18 aprile 2001 |                   |
| 9  | Breaking Up and Breaking It | Ormoni galoppanti          | 25 aprile 2001 |                   |
| 10 | A Little Romance            | Un brevissimo grande amore | 2 maggio 2001  |                   |
| 11 | Hair Today, Gone Tomorrow   | Una parrucca per amico     | 9 maggio 2001  |                   |

## Un lavoro per Janet
- Titolo originale: Pilot
- Diretto da: Andy Cadiff
- Scritto da: Don Reo & Damon Wayans

### Trama
Michael Kyle è sempre stato abituato ad avere sua moglie a casa a prendersi cura di lui e dei loro figli. Ora che Janet ha deciso di mettere in pratica la sua laurea andando a lavorare, Michael si trova a dover accettare il fatto di non trovare la moglie a casa quando ritorna dal lavoro. Nel frattempo Claire ha dei problemi con le pinzette per le sopracciglia, Junior si appassiona al rap e Kady, stando tanto insieme alla sua tata Rosa, inizia a parlare in spagnolo.
- Altri interpreti: Wendell Pierce (Dr. Boucher), Marlene Forte (Rosa Lopez)

## La verità fa male
- Titolo originale: The Truth Hurts
- Diretto da: James Widdoes
- Scritto da: Buddy Johnson

### Trama
Michael sospetta che Junior si sia fatto dei tatuaggi, per questo organizza una riunione di famiglia dove sale a galla la verità. Ma alla fine, con l'aiuto di Janet, scopre che è lui a mentire a se stesso, e che, come Junior, anche lui si è ribellato quando aveva la sua età.
Kady vorrebbe andare a dormire da una sua amica, ma Michael glielo proibisce, allora lei non gli parla più e fa finta che sia invisibile, ma alla fine riescono a fare pace e Michael le permette di invitare la sua amica a dormire a casa loro.
- Altri interpreti: Rhyon Nicole Brown (Melanie), Kyla Wayans (Nicole)

## Spinelli e tranelli
- Titolo originale: Grassy Knoll
- Diretto da: Adam Hamburger & David Hamburger
- Scritto da: Ted Wass

### Trama
Junior spinto da un amico, prova a fumare uno spinello. Michael e Janet lo scoprono e cercano di far capire al figlio la pericolosità della droga mediante un divertentissimo espediente. Claire snobba Kady ma Michael riesce a riappacificarle.
- Altri interpreti: Robert Ri'chard (Tommy Jefferson)

## Per un canestro in più
- Titolo originale: Of Breasts and Basketball
- Diretto da: Eunetta T. Boone
- Scritto da: Leonard R. Garner Jr.

### Trama
Junior batte Michael a basket e approfitta della situazione. Ma alla fine, dopo aver sottovalutato il padre, capirà che con l'impegno si può ottenere tutto. Quando Michael porta Claire a comprare della biancheria intima, lei incontra le sue amiche e ignora completamente suo padre per non fare una brutta figura. Successivamente, si prepara ad andare ad una festa con un reggiseno troppo grande, i suoi genitori glielo impediscono e lei rinuncia alla festa. Alla fine, Michael e Claire si riappacificano e lui le consiglia di non usare il suo corpo come uno strumento per farsi notare dagli altri.
- Altri interpreti: Mary Torres (Tiffany), RuDee Sade (Kim), Saachiko (Commessa), Cara Mia Wayans (Bre)

## A in algebra
- Titolo originale: Making the Grade
- Diretto da: Adam Hamburger & David Hamburger
- Scritto da: Leonard R. Garner Jr.

### Trama
Junior falsifica il pessimo voto preso in algebra e lo trasforma in una "A". Michael e Janet fingono di crederci e decidono di farla pagare al figlio: per questo organizzano un party. Ospite d'onore: il prof di algebra! Anche Claire verrà punita per aver coperto il fratello facendo le faccende domestiche al posto di Janet.
- Altri interpreti: Alexander Folk (Reverendo Mayo)

## Numeri e sospiri
- Titolo originale: Working It
- Diretto da: Joshua Krist & Eriv Lev
- Scritto da: James Widdoes

### Trama
Junior e l'algebra non vanno d'accordo, così Michael chiede a Danielle, la figlia della sua ex-insegnante di algebra e un'avvenente donna, di aiutarlo. In effetti Junior diventa ferratissimo, ma anche innamorato cotto. Janet, intanto, cerca di aiutare Claire ad affrontare i tipici problemi adolescenziali.
- Altri interpreti: Dawn Stern (Danielle), David Lewison (Sig. Griggler)

## Questione di ciccia
- Titolo originale: Snapping and Sniffing
- Diretto da: J.J. Wall
- Scritto da: Philip Charles MacKenzie

### Trama
Junior ha dei problemi con George Blake, un suo compagno un po' bullo. Per porre fine al conflitto, Michael e Janet invitano i Blake a discuterne insieme, finendo per dare a Junior delle informazioni su George da usare contro di lui. Il bullo si difende spintonando Junior e allora interviene Claire che gli dà un pugno in faccia talmente forte da rompergli il naso. Inizialmente, Junior è imbarazzato per essere stato difeso, ma poi ringrazia sua sorella. Michael, Junior, George e suo padre provano a risolvere la questione, ma i due padri finiscono per litigare come due bambini, fino a scusarsi a vicenda.
- Altri interpreti: Stephen Lee (Joseph Blake), Jacqueline Schultz (Maddy Blake), Preston Wamsley (George Blake)

## Dialogo tra i sordi
- Titolo originale: He Said, She Said
- Diretto da: Erica Montolfo
- Scritto da: Leonard R. Garner Jr.

### Trama
Janet rimprovera Michael perché guarda troppo la tv e non l'ascolta. Ma quando Michael le parla, Janet è troppo occupata a conversare al telefono scatenando un totale disinteresse delle parole dell'uno verso l'altra. I conti li faranno in seguito...

## Ormoni galoppanti
- Titolo originale: Breaking Up and Breaking It
- Diretto da: Howard J. Morris
- Scritto da: Leonard R. Garner Jr.

### Trama
Junior, in piena tempesta ormonale, sta troppo tempo in bagno. Intanto Claire è alle prese col ragazzo che le piace, che però passa gran parte del suo tempo con Michael.
- Altri interpreti: Phil Reeves (Dr. Parks), Andrew McFarlane (Roger)

## Un brevissimo grande amore
- Titolo originale: A Little Romance
- Diretto da: Don Reo & Damon Wayans
- Scritto da: Leonard R. Garner Jr.

### Trama
Ken, il fratello maggiore di Michael, viene a trovarlo insieme alla sua nuova fidanzata, Tiara. Mentre Junior è interessato alle curve della ragazza, Michael è tormentato per la sua vita sessuale poco movimentata e chiede consiglio al fratello. Claire partecipa ad una gara di danza alla quale riesce ad arrivare solo seconda e ci rimane male, ma Junior, che inizialmente la prendeva in giro, riesce a tirarla su di morale.
- Altri interpreti: Keenen Ivory Wayans (Ken Kyle), Marlene Forte (Rosa Lopez), Daphnée Duplaix Samuel (Tiara)

## Una parrucca per amico
- Titolo originale: Hair Today, Gone Tomorrow
- Diretto da: Don Reo
- Scritto da: Philip Charles MacKenzie

### Trama
Dopo la morte di un collega, Michael si attacca alla vita e moltiplica i gesti d'amore verso la famiglia, diventando appiccicoso e fastidioso...
- Altri interpreti: Doug Banks (Tom Miller), David Wells (Fattorino)